# Pontarmé
Pontarmé é uma comuna francesa na região administrativa de Altos da França, no departamento de Oise. Estende-se por uma área de 13,24 km². Em 2010 a comuna tinha 854 habitantes (densidade: 64,5 hab./km²).